# Claudia Pulchra (vestale)
Claudia Pulchra est le nom d'au moins deux filles du consul romain de 143 av. J.-C., Appius Claudius Pulcher, dont l'une fut vestale et l'autre épousa Tiberius Gracchus, l'aîné des Gracques.

## La vestale
La première des deux Claudia, vestale, apparaît en 143 av. J.-C., lorsque son père, (ou son frère selon Suétone) décide de célébrer son triomphe sur les Salasses malgré l'interdiction du Sénat. Attaqué par un groupe de plébéiens, le consul se serait servi de la protection religieuse dont bénéficiait sa fille en tant que vestale. Elle l'aurait ainsi accompagné sur son char jusqu'au Capitole, lui permettant de mener son triomphe à son terme.

### Postérité
Le conteur et poète florentin Boccace rappelle l'épisode de la vestale Claudia protégeant son père durant son triomphe dans son De mulieribus claris, en 1374. Une traduction française anonyme en a été enluminée dans les années 1490 par Robinet Testard.

## L'épouse de Tiberius Gracchus
Tiberius Gracchus, l'aîné des Gracques, épousa en 143 ou 142 l'une des filles d'Appius Claudius Pulcher et de sa femme Antistia,. Il est improbable que cette Claudia soit la même que la précédente, car les vestales font vœu de chasteté pendant au moins trente ans. Les nombreux détracteurs des Gracques n'auraient pas manqué de souligner le caractère scandaleux d'une telle union.

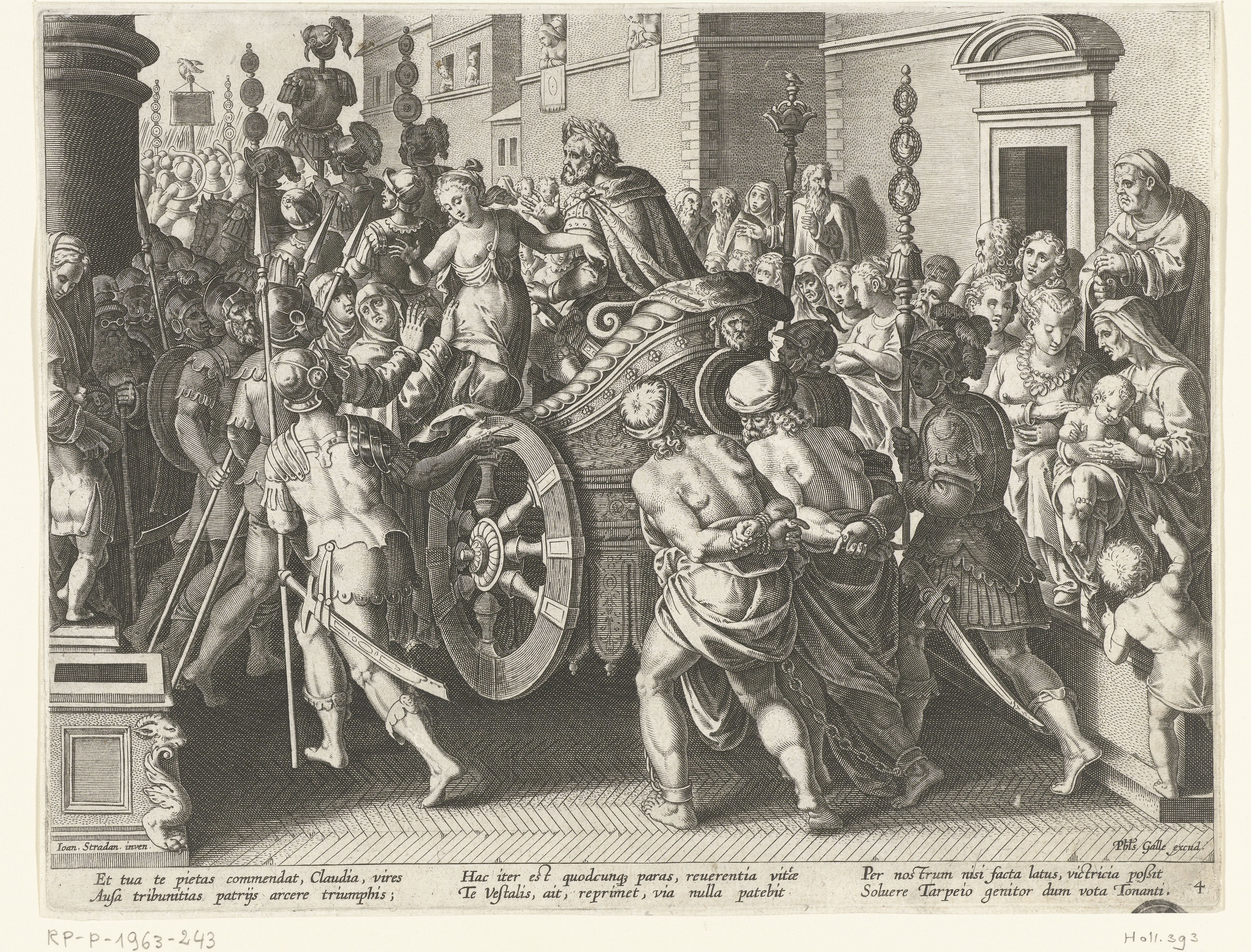
La vestale Claudia s'interpose entre son père et la foule. Gravure de Theodoor Galle d'après Jan van der Straet.

On remarque que les Gracques se distinguent par leurs origines aristocratiques (ils sont issus de la nobilitas plébéienne par leur père, et patricienne par leur mère) et par leurs alliances matrimoniales. La gens des Claudii est non seulement l'une des plus illustres familles de Rome, mais aussi la principale rivale des Cornelii Scipiones auxquels appartient Scipion Émilien, cousin et beau-frère des Gracques, destructeur de Numance et de Carthage et leader de la faction conservatrice au Sénat, à laquelle s'opposent les réformes des Gracques. Le mariage de Tiberius avec Claudia est donc hautement stratégique.
Le cadet des Gracques, Caïus, épousa quant à lui Licinia, cousine germaine des deux Claudia mentionnées ci-dessus. Licinia était en effet la fille du grand pontife P. Licinius Crassus Dives Mucianus et d'une sœur d'Appius Claudius Pulcher,.

## Une troisième sœur?
Il est possible qu'il existe une troisième fille du consul de -143, Appius Claudius Pulcher, et que celle-ci soit la mère de Lucius Marcius Philippus, consul en -91 et censeur en -86,. Les sources sont toutefois peu bavardes à son sujet. Cicéron, s'adressant en -57 à son adversaire le tribun Clodius (petit-fils du consul de -143), semble faire une allusion implicite à son existence dans son discours De domo sua :
"Votre père [Ap. Claudius Pulcher, consul en -79], citoyen zélé, fils d’un homme illustre [le consul de -143], et qui, s’il eût vécu plus longtemps, sévère comme il était, ne vous aurait pas laissé vivre, fut retranché de la liste des sénateurs par le censeur L. Philippus son propre neveu."
Si l'affirmation de Cicéron est exacte et si Philippus est bien le neveu du consul de -79 (ce qui signifierait que l'oncle était sans doute plus jeune que le neveu, bizarrerie généalogique explicable par les fréquentes différences d'âge au mariage entre hommes et femmes à Rome), on peut en déduire que le père de Philippus avait épousé la sœur du consul de -79, autrement dit, une troisième fille d'Appius Claudius Pulcher, le consul de -143. Il n'est cependant pas impossible qu'il s'agisse de la veuve de Tiberius Gracchus, mais rien ne le prouve.